# Epikopais waringa
Epikopais waringa là một loài chân đều trong họ Munnopsidae. Loài này được Merrin miêu tả khoa học năm 2009.